# Parafia wojskowa św. Pawła Apostoła w Słupsku
Parafia wojskowa pw. Świętego Pawła Apostoła w Słupsku – rzymskokatolicka parafia należąca do dekanatu Wojsk Lądowych, Ordynariatu Polowego Wojska Polskiego (do roku 2012 parafia należała do Pomorskiego Dekanatu Wojskowego). Obsługiwana przez księży diecezjalnych. Erygowana 16 czerwca 1995. Siedziba parafii mieści się przy ulicy Bohaterów Westerplatte.